# Casa Bloc (Tarragona)
La Casa Bloc és un edifici racionalista del municipi de Tarragona protegit com a bé cultural d'interès local. L'edifici està aïllat i ocupa la totalitat de l'illa de cases entre l'avinguda Companys i l'Avinguda del Principat d'Andorra. Té forma d'arc de circumferència, el centre del qual seria la Plaça Imperial Tarraco.
Es compon de porxo obert i tres plantes d'alçada. La façana és plana amb els eixos de simetria a les caixes d'escala. Les finestres estan seguides d'una cornisa.
A nivell de composició sobresurt l'ús del llenguatge modern, la disposició corba de la façana, l'organització de l'espai interior i, fins i tot, per la construcció amb materials prefabricats. Es tracta d'un dels edificis més rellevants del racionalisme de Tarragona.

## Història i Descripció
Als anys 1940 es promocionaren des dels poders polítics diverses habitatges socials (Ciutat jardí, platja de Saragossa, cases de la Unión Azufrera). El 1940 l'arquitecte José Mª Monravá López dissenyà el bloc «Alegria i Descans» a la sortida de la ciutat, al carrer del marquès de Guad-el-Jelú entre l'avinguda del President Companys i l'avinguda del Principat d'Andorra.
Josep Maria Monravá dibuixà una primera proposta el 1940, però tan sols un any després modificà el sistema adoptat per als balcons. Monravá es decantà per les fórmules inspirades en transatlàntics i un gran porxo interior, seguint així els postulats de Le Corbusier. El 1943 s'aprovà el projecte definitiu. Per a l'execució de l'obra comptà amb l'assessor del sindicat Juan Zaragoza Albí. La Casa Bloc fou, des del primer moment, element de propaganda del franquisme.
Es tractava d'habitatges per a les classes més desfavorides. Monravá proposà tres models. El A on se suprimeix la tribuna, el B amb un mur lateral exterior i el C que eren els habitatges més grans. El cost aproximat de cada pis era de 18.468 ptes.
Respecte als materials s'utilitzà els prefabricats beckembau a les cares exteriors. A l'interior el totxo per a una amplada de mur de 0.15 m. Els forjats de ciment armat eren de 0.15m. A la zona del terrat s'emprà tela asfàltica.